# Convention baptiste de Malaisie
La Convention baptiste de Malaisie (anglais : Malaysia Baptist Convention) est une association chrétienne évangélique d'églises baptistes en Malaisie.  Elle est affiliée à l’Alliance baptiste mondiale. Son siège est situé à Petaling Jaya. 

## Histoire

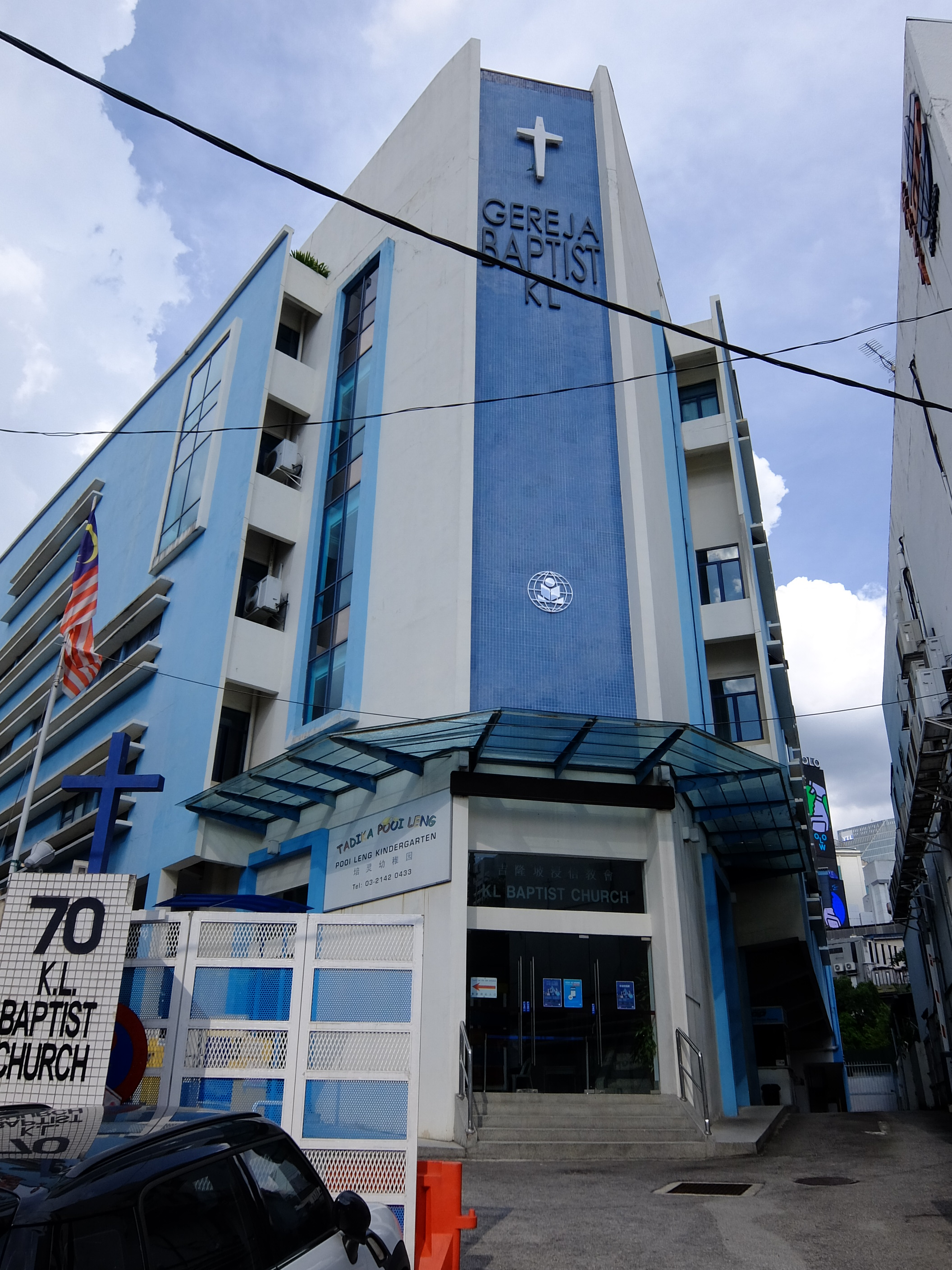
Église baptiste de Kuala Lumpur.

La Convention baptiste de Malaisie a ses origines dans une mission d'immigrants baptistes de Shantou, Chine en 1905. Elle est officiellement fondée en 1953  Selon un recensement de l’association, en 2023 elle disait avoir 197 églises et 24,504 membres.

## Écoles
Elle compte 1 instituts de théologie affilié, le Séminaire théologique baptiste de Malaisie à Batu Ferringhi fondé en 1954.